# Gouvernement Nadingar II
Tchad
Nadingar I Dadnadji
Le gouvernement Emmanuel Nadingar (2) est le gouvernement du Tchad du 17 août 2011 au 21 janvier 2013.

## Composition

### Initiale (17 août 2011)
Les membres du gouvernement du 17 août 2011
| Portefeuille | Nom | Nom                          | Parti |
| --- | --- | ---------------------------- | ----- |
| Premier ministre |     | Emmanuel Nadingar            | MPS   |
| Ministre des Affaires étrangères et de l'Intégration Africaine                                                       |     | Moussa Faki                  |       |
| Ministre des Finances et du Budget                                                                                   |     | Christian Georges Diguimbaye |       |
| Ministre des Infrastructures et Équipements                                                                          |     | Abbas Mahamat Tolli          |       |
| Ministre de l'Administration du Territoire et de la Décentralisation                                                 |     | Bachar Ali Souleymane        |       |
| Ministre des Postes et des Nouvelles Technologies de l'information                                                   |     | Jean Alingué Bawoyeu         |       |
| Ministre de l'Hydraulique urbaine et Rurale                                                                          |     | Mahamat Ali Abdallah         |       |
| Ministre du Plan, de l'Économie et de la Coopération internationale                                                  |     | Mahamat Ali Hassan           |       |
| Ministre délégué auprès de la présidence de la République, chargé de la Défense nationale et des Anciens combattants |     | Bainado Tatola               |       |
| Ministre de la Justice, Garde des sceaux                                                                             |     | Abdoulaye Sabre Fadoul       |       |
| Ministre de la Santé Publique                                                                                        |     | Toupta Boguena               |       |
| Ministre de l'Agriculture et de l'Irrigation                                                                         |     | Djimet Adoum                 |       |
| Ministre du Développement pastoral et des Productions animales                                                       |     | Ahmat Rakhis Mannani         |       |
| Ministre de l'Assainissement public et de la Promotion de la bonne gouvernance                                       |     | Ahmadaye Alhassan            |       |
| Ministre de la Sécurité publique et de l'Immigration                                                                 |     | Abdelkarim Ahmadaye Bakhis   |       |
| Ministre de l'Information et de la Communication, porte-parole du gouvernement                                       |     | Hassan Silla Bakari          |       |
| Ministre de l'Environnement et des Ressources halieutiques                                                           |     | Mahamat Okormi               |       |
| Ministre de l'Action sociale, de la Famille et de la Solidarité nationale                                            |     | Fatima Issa Ramdane          |       |
| Ministre de l'Enseignement supérieur                                                                                 |     | Ahmet Djida Mahamat          |       |
| Ministre de l'Enseignement secondaire                                                                                |     | Oumar Ben Moussa             |       |
| Ministre de l'Enseignement primaire et de l'Éducation civique                                                        |     | Étienne Faïtchou             |       |
| Ministre de la Formation professionnelle des Arts et Métiers                                                         |     | Enoch Dayang Menwa           |       |
| Ministre de la Jeunesse et des Sports                                                                                |     | Siméon Mbaïdoum              |       |
| Ministre de l'Énergie et du Pétrole                                                                                  |     | Eugène Tabe                  |       |
| Ministre des Mines et de la Géologie                                                                                 |     | Nojitolbaye Kladoumadji      |       |
| Ministre de l'Aménagement du territoire, de l'Urbanisme et de l'Habitat                                              |     | Assane Nguedoum              |       |
| Ministre chargé des Microcrédits en faveur de la Promotion de la femme et de la jeunesse                             |     | Yakoura Malloum              |       |
| Ministre de la Fonction publique et du Travail                                                                       |     | Mahamat Abba Ali Salah       |       |
| Ministre des Transports et de l'Aviation civile                                                                      |     | Abdelkarim Souleymane Teriao |       |
| Ministre du Commerce et de l'Industrie                                                                               |     | Mahamat Allahou Taher        |       |
| Ministre des Affaires foncières et du Domaine                                                                        |     | Jean Bernard Padaré          |       |
| Ministre des Petites et Moyennes entreprises                                                                         |     | Hassan Terap                 |       |
| Ministre des Droits de l'homme et des Libertés fondamentales                                                         |     | Amina Kodjiana               |       |
| Ministre du Tourisme et de l'Artisanat                                                                               |     | Abderrasoul Aboubakar        |       |
| Ministre de la Culture                                                                                               |     | Khayar Oumar Defallah        |       |
| Ministre Secrétaire général du gouvernement, chargé des Relations avec l'Assemblée nationale                         |     | Samir Adam Annour            |       |
| Secrétaire d'État aux Affaires étrangères et à l'Intégration africaine                                               |     | Ruth Tédébé                  |       |
| Secrétaire d'État à l'Administration du territoire et à la Décentralisation                                          |     | Mahamat Mbodou Abdoulaye     |       |
| Secrétaire d'État aux Finances et au Budget                                                                          |     | Rozi Mamaï                   |       |
| Secrétaire d'État à la Santé publique                                                                                |     | Youssouf Ahmat               |       |
| Secrétaire général adjoint du gouvernement, chargé des relations avec l'Assemblée nationale                          |     | Gaourang Barama              |       |

### Remaniement du 28 janvier 2012
Les nouveaux ministres sont indiqués en gras, ceux ayant changé d'attributions en italique.
| Portefeuille | Nom | Nom                          | Parti |
| --- | --- | ---------------------------- | ----- |
| Premier ministre |     | Emmanuel Nadingar            | MPS   |
| Ministre des Affaires étrangères et de l'Intégration Africaine                                                       |     | Moussa Faki                  |       |
| Ministre des Finances et du Budget                                                                                   |     | Christian Georges Diguimbaye |       |
| Ministre des Infrastructures et Équipements                                                                          |     | Abbas Tolli                  |       |
| Ministre de l'Administration du Territoire et de la Décentralisation                                                 |     | Bachir Ali Souleymane        |       |
| Ministre des Postes et des Nouvelles Technologies de l'information                                                   |     | Aligue Jean Bawoye           |       |
| Ministre de l'Hydraulique urbaine et Rurale                                                                          |     | Mahamat Ali Abdallah         |       |
| Ministre du Plan, de l'Économie et de la Coopération internationale                                                  |     | Bedoumra Kordié              |       |
| Ministre délégué auprès de la présidence de la République, chargé de la Défense nationale et des Anciens combattants |     | Bainado Tatola               |       |
| Ministre de la Justice, Garde des sceaux                                                                             |     | Abdoulaye Sabre Fadoul       |       |
| Ministre de la Santé Publique                                                                                        |     | Toupta Boguena               |       |
| Ministre de l'Agriculture et de l'Irrigation                                                                         |     | Djimet Adoum                 |       |
| Ministre du Développement pastoral et des Productions animales                                                       |     | Ahmat Rakhis Mannani         |       |
| Ministre de l'Assainissement public et de la Promotion de la bonne gouvernance                                       |     | Ahmadaye Alhassan            |       |
| Ministre de la Sécurité publique et de l'Immigration                                                                 |     | Abdelkarim Ahmadaye Bakhis   |       |
| Ministre de l'Information et de la Communication, porte-parole du gouvernement                                       |     | Hassan Silla Bakari          |       |
| Ministre de l'Environnement et des Ressources halieutiques                                                           |     | Mahamat Okormi               |       |
| Ministre de l'Action sociale, de la Famille et de la Solidarité nationale                                            |     | Fatima Issa Ramdane          |       |
| Ministre de l'Enseignement supérieur                                                                                 |     | Ahmet Djida Mahamat          |       |
| Ministre de l'Enseignement secondaire                                                                                |     | Oumar Ben Moussa             |       |
| Ministre de l'Enseignement primaire et de l'Éducation civique                                                        |     | Étienne Faïtchou             |       |
| Ministre de la Formation professionnelle des Arts et Métiers                                                         |     | Enoch Dayang Menwa           |       |
| Ministre de la Jeunesse et des Sports                                                                                |     | Siméon Mbaïdoum              |       |
| Ministre de l'Énergie et du Pétrole                                                                                  |     | Brahim Alkhali               |       |
| Ministre des Mines et de la Géologie                                                                                 |     | Nojitolbaye Kladoumadji      |       |
| Ministre de l'Aménagement du territoire, de l'Urbanisme et de l'Habitat                                              |     | Assane Nguedoum              |       |
| Ministre chargé des Microcrédits en faveur de la Promotion de la femme et de la jeunesse                             |     | Yakoura Malloum              |       |
| Ministre de la Fonction publique et du Travail                                                                       |     | Mahamat Abba Ali Salah       |       |
| Ministre des Transports et de l'Aviation civile                                                                      |     | Abdelkarim Souleymane Teriao |       |
| Ministre du Commerce et de l'Industrie                                                                               |     | Mahamat Allahou Taher        |       |
| Ministre des Affaires foncières et du Domaine                                                                        |     | Jean Bernard Padaré          |       |
| Ministre des Petites et Moyennes entreprises                                                                         |     | Hassan Terap                 |       |
| Ministre des Droits de l'homme et des Libertés fondamentales                                                         |     | Amina Kodjiana               |       |
| Ministre du Tourisme et de l'Artisanat                                                                               |     | Abderrasoul Aboubakar        |       |
| Ministre de la Culture                                                                                               |     | Khayar Oumar Defallah        |       |
| Ministre Secrétaire général du gouvernement, chargé des Relations avec l'Assemblée nationale                         |     | Samir Adam Annour            |       |
| Secrétaire d'État aux Affaires étrangères et à l'Intégration africaine                                               |     | Ruth Tédébé                  |       |
| Secrétaire d'État à l'Administration du territoire et à la Décentralisation                                          |     | Mahamat Mbodou Abdoulaye     |       |
| Secrétaire d'État aux Finances et au Budget                                                                          |     | Rozi Mamaï                   |       |
| Secrétaire d'État à la Santé publique                                                                                |     | Youssouf Ahmat               |       |
| Secrétaire général adjoint du gouvernement, chargé des relations avec l'Assemblée nationale                          |     | Gaourang Barama              |       |